# 古中獸
古中獸（Chriacus）是已滅絕的史前哺乳動物，生存於約5000萬年前的始新世。
古中獸像浣熊，連同牠的長捲尾長約1米。牠的身體輕巧，重約7公斤，能靈活地攀樹。古中獸是蹠行的，牠的腳上有五趾，趾上有長爪。牠的腳很強壯，有靈活的關節。前肢可以挖掘，而後肢則適合攀樹。牠可能是雜食性的，如其親屬的Arctocyon，專吃水果、蛋、昆蟲及細小的哺乳動物。

## 外部連結
- Picture of a Chriacus reconstructed from skeletons（页面存档备份，存于）
- Drawing of the Paleocene environment（页面存档备份，存于）